# Herb gminy Gronowo Elbląskie
Herb gminy Gronowo Elbląskie – jeden z symboli gminy Gronowo Elbląskie, ustanowiony 17 czerwca 2004.

## Wygląd i symbolika
Herb przedstawia na tarczy w polu złotym czerwony wiatrak z czarnymi skrzydłami, stojący nad czarną depresją i zieloną łąką, na której znajduje się złoty liść dębu z żołędziem. Nawiązuje on do historii i geografii gminy.